# Mira (Italia)
Mira es una localidad de 39.059 (2012) habitantes de la provincia de Venecia.

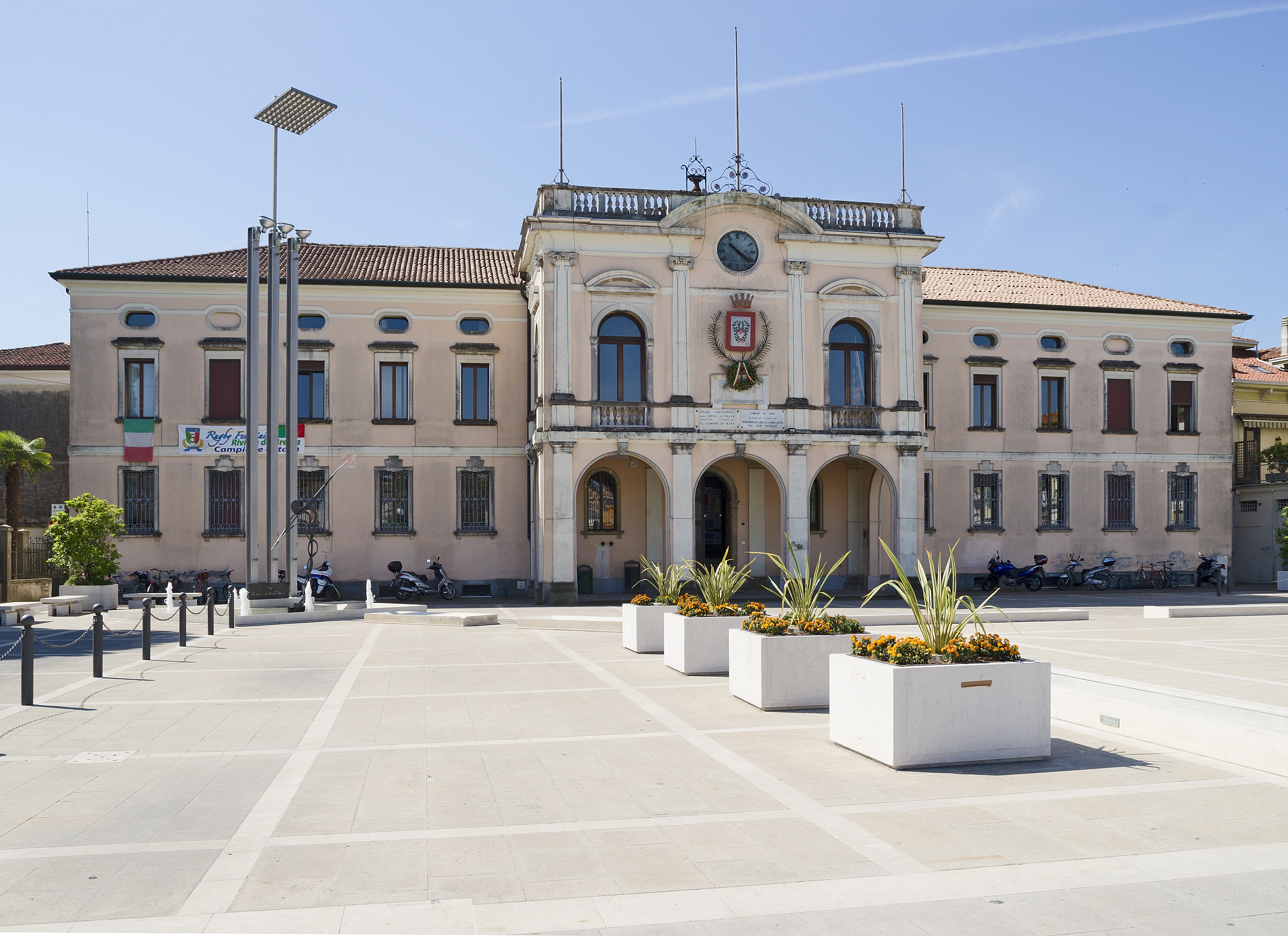
Ayuntamiento.

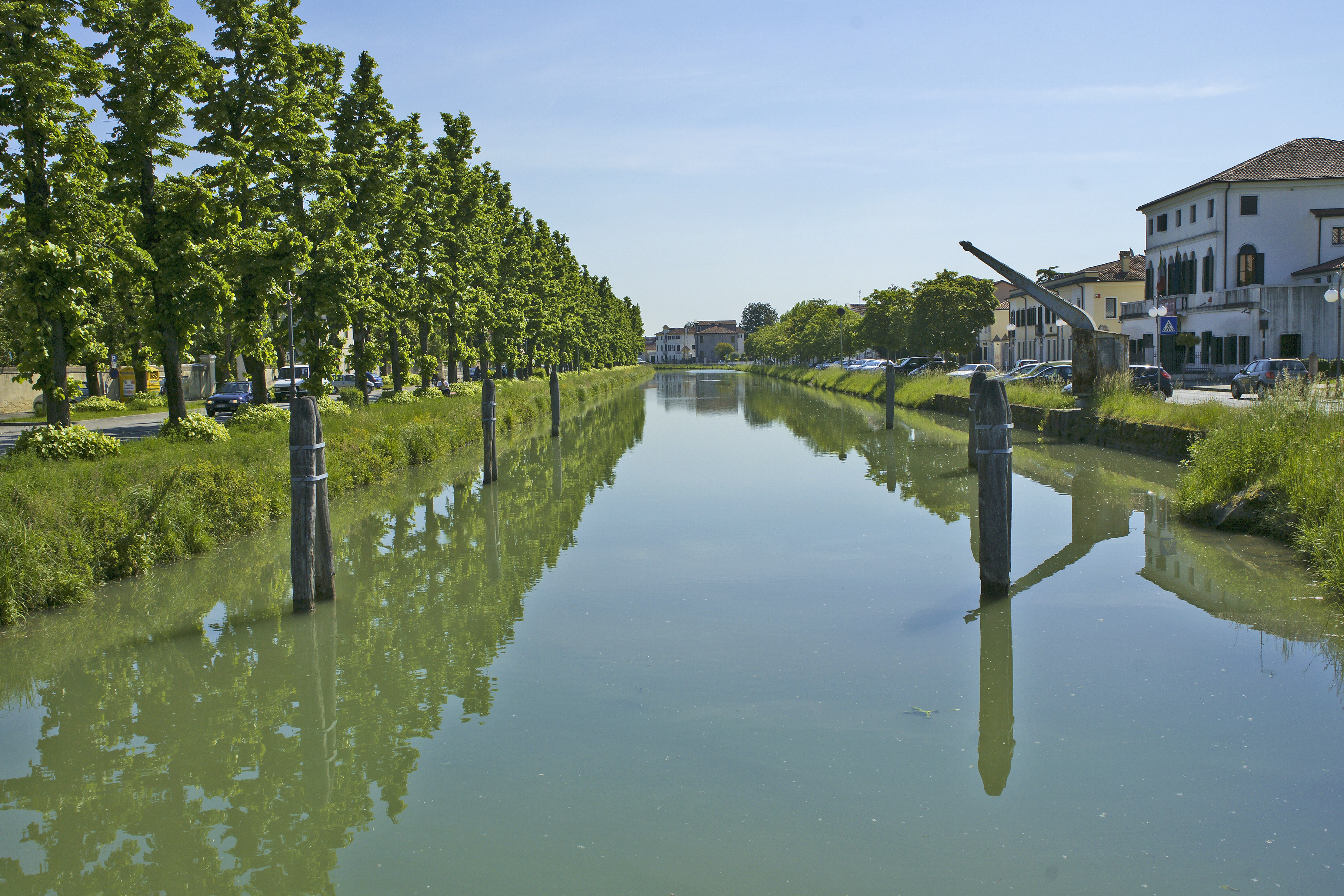
Riviera del Brenta.

## Geografía
El casco urbano, situado a medio camino entre Padua y Venecia, pertenece a la riviera del Brenta, que se extiende a lo largo del Canal Brenta, bordeada por la SR 11, en la que pasan por alto las villas venecianas construidas entre 1500 y 1700.

## Administración
- Alcalde: Roberto Marcato desde mayo de 2002
- Teléfono: 041 5628211 o también 800 018823

## Fiestas, ferias
Cada año tiene lugar en el mes de julio, en la localidad de Valmarana, se celebra la manifestación del Tam Tam. La fiesta dura cerca de un mes y dispone de un escenario donde cada tarde se escucha música en vivo proveniente de culturas de todo el mundo, stand gastronómicos, mercado del artesanado y juegos para los más pequeños. Todo inmerso en el verde del parque Valmarana.
Cada año en el mes de abril, en la zona de Oriago, tiene lugar "Oriago in fiore", feria tradicional de plantas y flores. 

## Deportes
El 1 de junio de 1989 la duodécima etapa del Giro de Italia concluyó en Mira con la victoria de Mario Cipollini.

## Evolución demográfica
| Gráfica de evolución demográfica de Mira entre 1861 y 2001 |
|                                                            |
| Fuente ISTAT - elaboración gráfica de Wikipedia            |

- Datos: Q48144
- Multimedia: Mira (Italy) / Q48144

1. ↑  Worldpostalcodes.org, código postal n.º 30034.
2. ↑  «Codici Catastali». Comuni-italiani.it (en italiano). Consultado el 29 de abril de 2017.